# بلوگوش
بلوگوش (به صربی: Belogoš) یک منطقهٔ مسکونی در صربستان است که در پروکوپلیه واقع شده‌است. بلوگوش ۸۸ نفر جمعیت دارد.